# GI Joe: Operation Blackout
GI Joe: Operation Blackout est un jeu vidéo de tir à la troisième personne, codéveloppé par IguanaBee et Fair Play Labs et édité par GameMill Entertainment, sorti sur Windows, Nintendo Switch, PlayStation 4 et Xbox One le 13 octobre 2020. Il est basé sur la franchise G.I. Joe. C'est le premier jeu vidéo GI Joe depuis 2009 avec G.I. Joe : Le Réveil du Cobra.

## Développement
Le jeu est annoncé le 12 août 2020. Une bande-annonce du jeu est sortie le même jour.